# Discografia di Cheek
Questa pagina contiene l'intera discografia di Cheek, rapper finlandese, dalle origini fino ad ora.

## Album in studio
| Anno | Nome                   | Posizioni massime | Certificazioni          | Vendite |
| ---- | ---------------------- | ----------------- | ----------------------- | ------- |
| 2004 | Avaimet mun kulmille   | 19                | –                       | –       |
| 2005 | Käännän sivuu          | 17                | –                       | –       |
| 2007 | Kasvukipuja            | 19                | –                       | –       |
| 2008 | Kuka sä oot            | 5                 | Disco d'oro             | 16 800  |
| 2009 | Jare Henrik Tiihonen   | 1                 | Disco d'oro             | 20 100  |
| 2010 | Jare Henrik Tiihonen 2 | 1                 | Disco d'oro             | 13 703  |
| 2012 | Sokka irti             | 3                 | Doppio disco di platino | 64 987  |
| 2013 | Kuka muu muka          | 1                 | Doppio disco di platino | 75 836  |
| 2015 | Alpha Omega            | 1                 |                         |         |

## Singoli
| Anno | Nome                                         | Classifica | Classifica | Classifica | Certificazioni | Vendite | Album                  |
| Anno | Nome                                         | SL         | LL         | Radio      | Certificazioni | Vendite | Album                  |
| ---- | -------------------------------------------- | ---------- | ---------- | ---------- | -------------- | ------- | ---------------------- |
| 2004 | Avaimet mun kiesiin (feat. MasQ)             | 6          | –          | –          | –              | –       | Avaimet mun kulmille   |
| 2004 | Raplaulajan vapaapäivä (feat. Brädi e Pappa) | 6          | –          | –          | –              | –       | Avaimet mun kulmille   |
| 2005 | Liiku (feat. Jonna)                          | 5          | –          | –          | –              | –       | Käännän sivuu          |
| 2005 | Täältä sinne                                 | –          | –          | –          | –              | –       | Käännän sivuu          |
| 2007 | Sun täytyy (feat. Sami Saari)                | 1          | –          | –          | –              | –       | Kasvukipuja            |
| 2007 | Tuhlaajapoika (feat. Tasis)                  | –          | –          | –          | –              | –       | Kasvukipuja            |
| 2008 | Liekeissä                                    | 1          | 1          | –          | Disco d'oro    | 5 273   | Kuka sä oot            |
| 2008 | Kanssa tai ilman (feat. Illa)                | –          | –          | –          | –              | –       | Kuka sä oot            |
| 2008 | Jos mä oisin sä                              | 1          | 1          | –          | Disco d'oro    | 9 839   | Jare Henrik Tiihonen   |
| 2008 | Mitä tänne jää                               | 17         | 6          | –          | –              | –       | Jare Henrik Tiihonen   |
| 2010 | Jippikayjei                                  | 1          | 1          | –          | –              | –       | Jare Henrik Tiihonen 2 |
| 2010 | Maanteiden kingi                             | –          | –          | –          | –              | –       | Jare Henrik Tiihonen 2 |
| 2011 | Mikä siinä on (feat. Jontte)                 | –          | –          | –          | –              | –       | Jare Henrik Tiihonen 2 |
| 2012 | Pyrkiny vähentää (feat. Spekti)              | 10         | 10         | –          | –              | –       | Sokka irti             |
| 2012 | Sokka irti                                   | 3          | 2          | –          | –              | –       | Sokka irti             |
| 2012 | Syypää sun hymyyn (feat. Yasmine Yamajako)   | 2          | 1          | –          | –              | –       | Sokka irti             |
| 2012 | Anna mä meen (feat. Jonne Aaron)             | 1          | 1          | –          | –              | –       | Sokka irti             |
| 2013 | Kyyneleet (feat. Sami Saari)                 | 20         | 10         | –          | –              | –       | Sokka irti             |
| 2013 | Jossu (feat. Jukka Poika)                    | 1          | 1          | –          | –              | –       | Kuka muu muka          |
| 2013 | Timantit on ikuisia                          | 1          | 1          | 23         | Disco d'oro    | 6 029   | Kuka muu muka          |
| 2013 | Parempi mies (feat. Samuli Edelmann)         | 6          | 3          | 1          | –              | –       | Kuka muu muka          |
| 2013 | Kuka muu muka                                | 7          | 6          | 3          | –              | –       | Kuka muu muka          |
| 2014 | Fiiliksissä (feat. Diandra)                  | 12         | 15         | 14         | –              | –       | Kuka muu muka          |
| 2014 | Äärirajoille                                 | –          | 1          | 8          | –              | –       | –                      |
| 2014 | Flexaa (feat. Sanni e VilleGalle)            | –          | –          | –          | –              | –       | –                      |

## Altri brani musicali
| Anno | Nome                               | Classifica | Classifica | Classifica | Certificazioni | Vendite | Album              |
| Anno | Nome                               | SL         | LL         | Radio      | Certificazioni | Vendite | Album              |
| ---- | ---------------------------------- | ---------- | ---------- | ---------- | -------------- | ------- | ------------------ |
| 2012 | Kaduilla tuulee                    | 13         | 11         | –          | –              | –       | Vain elämää        |
| 2012 | Puhelinlangat laulaa               | 1          | 4          | –          | –              | –       | Vain elämää        |
| 2012 | Tinakenkätyttö                     | 4          | 2          | –          | –              | –       | Vain elämää        |
| 2012 | Rakastuin mä looseriin             | 9          | 12         | –          | –              | –       | Vain elämää jatkuu |
| 2012 | Levoton tuhkimo                    | 12         | 11         | –          | –              | –       | Vain elämää jatkuu |
| 2012 | Giving Up!                         | –          | 24         | –          | –              | –       | Vain elämää jatkuu |
| 2013 | Profeetat (feat. Elastinen)        | 20         | 18         | –          | –              | –       | Kuka muu muka      |
| 2013 | Vihaajat vihaa (feat. Kalle Kinos) | 10         | 21         | –          | –              | –       | Kuka muu muka      |
| 2013 | Niille joil on paha olla           | 18         | 28         | –          | –              | –       | Kuka muu muka      |
| 2013 | Älä pyydä mitään                   | 8          | –          | –          | –              | –       | Kuka muu muka      |

## Video musicali
| Anno | Titolo             | Direttore          | Note   |
| ---- | ------------------ | ------------------ | ------ |
| 2010 | Jippikayjei        | Petri Lahtinen     | [ 42 ] |
| 2010 | Maanteiden kingi   | Petri Lahtinen     | [ 43 ] |
| 2011 | Mikä siinä on      | Wille Hyvönen      | [ 44 ] |
| 2012 | Pyrkiny vähentää   | Juha Lankinen      | [ 45 ] |
| 2012 | Sokka irti         | –                  | [ 46 ] |
| 2012 | Syypää sun hyymyn  | Joonas Laaksoharju | [ 47 ] |
| 2012 | Anna mä meen       | Petri Lahtinen     | [ 48 ] |
| 2013 | Kyyneleet          | Petri Lahtinen     | [ 49 ] |
| 2013 | Jossu              | Hannu Aukia        | [ 50 ] |
| 2013 | Timanit on ikuisia | Jere Hietala       | [ 51 ] |
| 2013 | Parempi mies       | Hannu Aukia        | [ 52 ] |
| 2013 | Kuka muu muka      | Juuso Syrjä        | [ 53 ] |
| 2014 | Äärirajoille       | Hannu Aukia        | [ 54 ] |

## DVD
| Anno | Nome                 | Posizioni massime | Certificazioni | Vendite |
| ---- | -------------------- | ----------------- | -------------- | ------- |
| 2009 | Jare Henrik Tiihonen | 2                 | –              | –       |